# Palaeopsylla polyspina
Palaeopsylla polyspina är en loppart som beskrevs av Xie Baoqi et Gong Zhengda 1989. Palaeopsylla polyspina ingår i släktet Palaeopsylla och familjen mullvadsloppor. Inga underarter finns listade i Catalogue of Life.